# 測量船

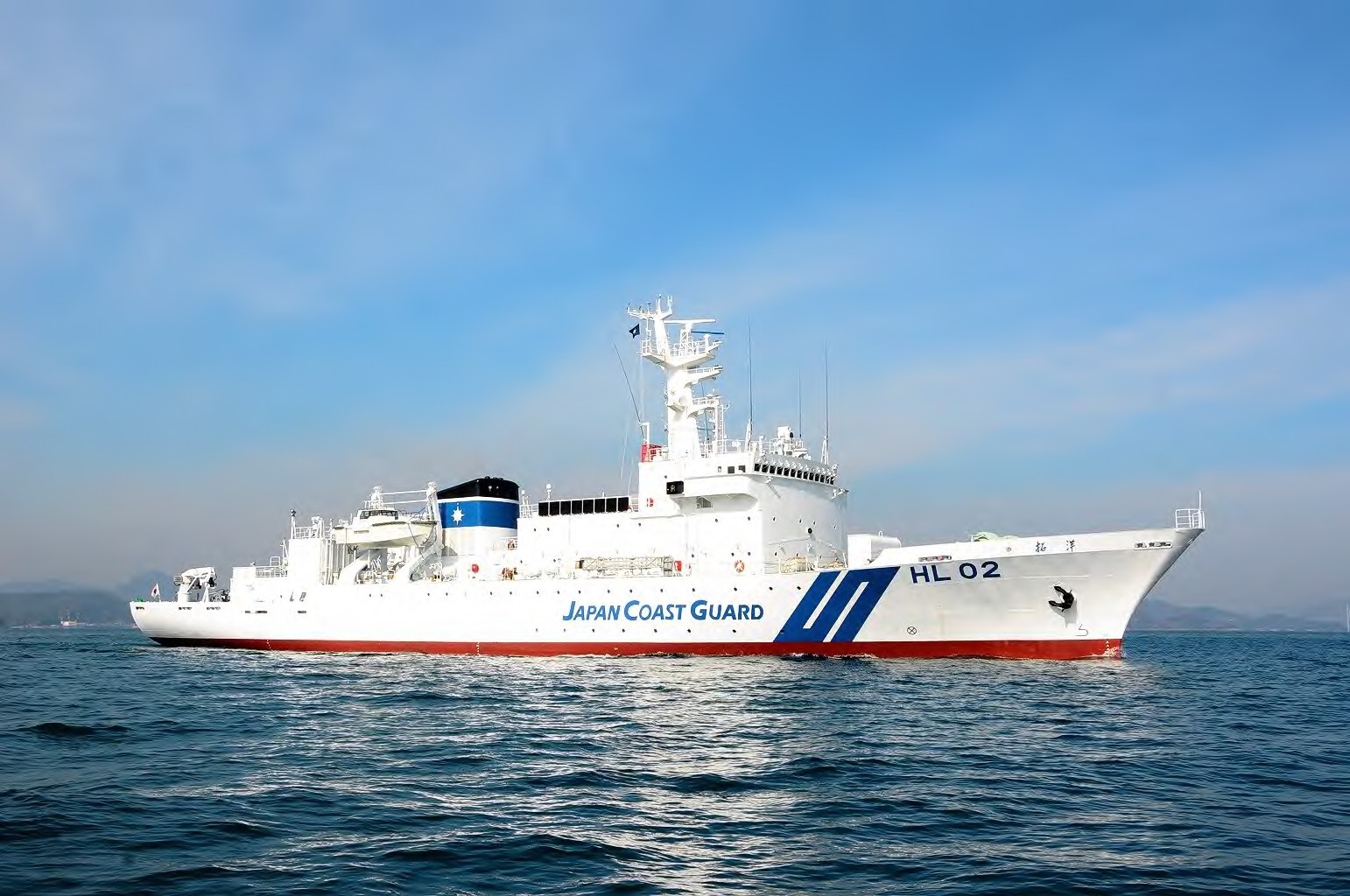
海上保安庁の大型測量船「拓洋」

測量船（そくりょうせん、英語: Survey vessel）とは海上において測量に従事する船であり、主に水深測量や海底地形の調査を行うほか、付随的に海流、海水温など海象に関する調査も行っており、調査船の一種と位置づけられる。

## 概要
測量船の主な作業となるのが、水深測量による海底地形の調査である。古典的な手法としては、ロープの先に錘をつけた道具（手用測鉛、hand lead）を船から垂らして海底までの距離を測定する方法が採られてきたが、20世紀後半からは超音波を利用した音響測深機による測定が一般的となった。近年では、複数のビームで同時に走査することで、海底地形を即座に等深線図として作図できるようにしたマルチビーム音響測深機（MBES）が主流となっている。
これらの測量結果を活用するためには、測定した位置（船位）を正確に知ることも重要である。船位の測定は、古くは天測航法で行われていたが、後にはロランやデッカといった地上系の電波航法が普及し、更に衛星測位システムも実用化された。このように複数の測位システムが乱立したことで、これらの情報を精度に応じて取捨選択・統合するための複合測位装置が搭載されるようになったが、GPSが整備された現在では、情報統合というより、様々な観測機器を有機的に結合した測量船運航の中枢機構としての性格が強くなっている。
測量船の調査は、測位・地形測量以外にも多岐にわたる。海図には、水深のほか、底質や海流・潮流，磁気偏角などの情報が記載されており、これらの調査も測量船によって同時に行われている。また海洋開発など海の利用の多目的化が進むにつれて、日本の海上保安庁では、その基礎資料として、海底地形図とともに海底地質構造図・地磁気全磁力図・重力異常図をセットにした「海の基本図」の作成を進めており、そのための調査も測量船によって行われている。